# Championnat d'Écosse féminin de football 2020
Navigation
Édition précédente Édition suivante
La saison 2020 du Championnat d'Écosse féminin de football (Scottish Women's Premier League) est la dix-neuvième saison du championnat. Le Glasgow City Ladies Football Club fort de ses treize titres consécutifs remet sa couronne en jeu. La compétition débute le 23 février 2020 pour se terminer après la première journée. À cause de la pandémie de Covid-19, le championnat est en effet interrompu dès la fin de la première journée. Fin juillet 2020, la fédération écossaise décide alors d'annuler le championnat afin d'en commencer un nouveau en octobre en modifiant la chronologie de la compétition pour passer sur le modèle d'un championnat hivernal pour la saison 2020-2021.

## Participants
Le football féminin en Écosse continue à se structurer. Le Celtic Football Club Women annonce en janvier 2020 devenir pour la première fois entièrement professionnel.
| \| Glasgow : · Glasgow City · Celtic · Rangers · Edimbourg : · Hibernian · Spartans · Heart of Midlothian Édimbourg Forfar Glasgow Motherwell \| Localisation des clubs engagés dans le championnat. |
| Glasgow : · Glasgow City · Celtic · Rangers · Edimbourg : · Hibernian · Spartans · Heart of Midlothian Édimbourg Forfar Glasgow Motherwell                                                           |

Ce tableau présente les huit équipes qualifiées pour disputer le championnat 2020.
| Nom du club                               | Entraîneur          | Date de création | Dernière montée | Stade                                | Capacité | Classement 2019 |
| ----------------------------------------- | ------------------- | ---------------- | --------------- | ------------------------------------ | -------- | --------------- |
| Celtic Football Club Women                | Fran Alonso         | 2007             |                 | K-Park Training Academy              | 1 000    | 3e              |
| Forfar Farmington Football Club           | Ryan McConville     | 1984             | 2018            | Station Park                         | 6 777    | 7e              |
| Glasgow City Football Club                | Scott Booth         | 1998             |                 | Petershill Park                      | 1 000    | 1re             |
| Hibernian Ladies Football Club            | Grant Scott         | 1999             |                 | Ainslie Park                         | 3 000    | 2e              |
| Motherwell Ladies Football Club           | Eddie Wolecki Black | 2014             | 2019            | Ravenscraig Regional Sports Facility | 1 000    | 6e              |
| Rangers Women's Football Club             | Grégory Vignal      | 2008             |                 | Rangers Training Centre              | 500      | 4e              |
| Spartans Football Club Women's and Girl's | Debbi McCulloch     | 1985             | 2004            | Ainslie Park                         | 3 000    | 5e              |
| Heart of Midlothian Women Football Club   | Andy Enwood         | 2009             | 2020            | Oriam                                | 500      | 1re D2          |

## Compétition
Chaque club dispute trois rencontres contre chacun de ses adversaires. La première partie de la saison consiste en un championnat aller-retour. Le choix du terrain pour le troisième match est tiré au sort.
Après seulement une journée disputé le 29 février, le championnat est interrompu à cause de la pandémie de Covid-19. la deuxième journée de la compétition est programmée pour le 23 août 2020. Mais la fédération décide ensuite d'annuler purement et simplement la saison après cette première journée.
Il est alors décidé de recommencer à zéro un championnat en octobre sur un format de championnat hivernal : Championnat d'Écosse féminin de football 2020-2021 avec les mêmes équipes.

### Classement
| Rang | Équipe                      | Pts | J | G | N | P | Bp | Bc | Diff |
| ---- | --------------------------- | --- | - | - | - | - | -- | -- | ---- |
| 1    | Rangers WFC                 | 3   | 1 | 1 | 0 | 0 | 3  | 0  | +3   |
| 2    | Celtic Women                | 3   | 1 | 1 | 0 | 0 | 2  | 1  | +1   |
| 3    | Hibernian Ladies            | 3   | 1 | 1 | 0 | 0 | 1  | 0  | +1   |
| 4    | Motherwell LFC              | 3   | 1 | 1 | 0 | 0 | 1  | 0  | +1   |
| 5    | Glasgow City T              | 0   | 1 | 0 | 0 | 1 | 1  | 2  | -1   |
| 6    | Spartans WFC                | 0   | 1 | 0 | 0 | 1 | 0  | 1  | -1   |
| 7    | Forfar Farmington           | 0   | 1 | 0 | 0 | 1 | 0  | 1  | -1   |
| 8    | Heart of Midlothian Women P | 0   | 1 | 0 | 0 | 1 | 0  | 3  | -3   |

| Légende : Qualifications et relégations | Légende : Qualifications et relégations                                                                          |
| --------------------------------------- | --- |
|                                         | Ligue des champions féminine de l'UEFA 2021-2022                                                                 |
|                                         | Barrage de relégation en deuxième division                                                                       |
|                                         | relégation en deuxième division                                                                                  |
|                                         | T : Tenant du titre P : Promu C : Vainqueur de la Coupe d'Écosse 2020 L : Vainqueur de la Coupe de la Ligue 2020 |

### Résultats
| Résultats (▼dom., ►ext.)                                   | CEL | FOR | GLW | HEA | HIB | MOT | RAN | SPA |
| Celtic Women                                               |     | .   | 2-1 | .   | .   | .   | .   | .   |
| Forfar Farmington                                          | .   |     | .   | .   | .   | 0-1 | .   | .   |
| Glasgow City                                               | .   | .   |     | .   | .   | .   | .   | .   |
| Heart of Midlothian                                        | .   | .   | .   |     | .   | .   | .   | .   |
| Hibernian Ladies                                           | .   | .   | .   | .   |     | .   | .   | 1-0 |
| Motherwell LFC                                             | .   | .   | .   | .   | .   |     | .   | .   |
| Rangers WFC                                                | .   | .   | .   | 3-0 | .   | .   |     | .   |
| Spartans FCWG                                              | .   | .   | .   | .   | .   | .   | .   |     |
| - Victoire à domicile - Match nul - Victoire à l'extérieur |     |     |     |     |     |     |     |     |